# Гриффитс, Люси
Лю́си Урсу́ла Гри́ффитс (англ. Lucy Ursula Griffiths, род. 10 октября 1986, Брайтон) — английская актриса, сыгравшая роль леди Мариан в сериале «Робин Гуд».

## Ранняя жизнь и образование
Гриффитс родилась в 1986 году в Брайтоне, Англия. Её мать Пэтти – учитель танцев, и Гриффитс с раннего детства занималась танцами и принимала участие в самодеятельных театральных постановках, где в 16 лет её и заприметил театральный агент. Она училась в колледже Варндин в Брайтоне.

## Карьера

### Театр
Свою театральную карьеру Люси начала с ролей в постановках «Белого дьявола» (классическая английская трагедия о мести Джона Уэбстера, 1612) и «Раба моды» (комедия Джоржда Этериджа, 1676). В 2009 году Люси Гриффитс сыграла в спектакле «Аркадия».

### Телевидение
Впервые на телевидении Гриффитс появилась в сериале «Море душ» в роли Ребекки и «Сладкие чувства» в роли Лети.
В феврале 2006 года она получила роль леди Мариан в сериале BBC «Робин Гуд». О своём персонаже Люси сказала: «Она умная, остроумная, обладает резким характером. Именно это я и ожидала». Люси появилась в заключительной серии «Робин Гуда» в роли призрака Мариан, встречающей умирающего Робина.
В 2009 году вышел телефильм «Тебе конец», в котором Люси сыграла роль Бетан Ансель. Люси получила большую известность, благодаря роли Норы Гейнсборо, сестры Эрика Нортмана в культовом сериале «Настоящая кровь». Снималась там с 2011 года по 2013 год. В 2014 году вышел пилотный эпизод телесериала «Константин», где Люси сыграла роль Лив Абердин. Но в дальнейших сериях её героиня не появлялась. В 2016 году она появилась в первом сезоне телесериала «Проповедник» в роли Эмили Вудроу

## Избранная фильмография
- Сладкие чувства (2006) — Летти
- Море душ (2006) — Ребекка
- Робин Гуд (телесериал) (2006–2009) — леди Мариан Найтон
- Тебе конец (2009) — Бетан Ансель
- Авария (2009) — Jane Tarrant
- Настоящая кровь / True Blood (2012—2013) — Нора Гейнсборо
- Любовь сквозь время (2014) — миссис Лэйк
- Константин (телесериал) (2014) — Лив Абердин
- Проповедник (телесериал) (2016) — Эмили Вудроу
- Тень и Кость (телесериал) (2021–н. в.) — Люда

## Театр
- Аркадия (2009 — Лондон) — Клои Каверли
- Белый Дьявол (2006 — Pavilion Theatre, Брайтон) — Марчела и Джованни
- Отверженные (2004 — The Gardenier Arts Centre, Brighton) — Эпонина
- Отелло (2001) — детский хор
- La bohème (2000) — детский хор